# مسابقه جهانی قنادی
مسابقهٔ جهانی قنادی (به فرانسوی: La Coupe du Monde de la Pâtisserie) یکی از مسابقه‌های در زمینه فراورده‌های قندی در سطح بین‌المللی است که در آن دست‌اندرکاران قنادی در زمینهٔ مهارت‌های حرفه‌ای در درست کردن شیرینی به سبک غربی و صنعت شیرینی‌پزی به رقابت می‌پردازند. این مسابقه هر دو سال یکبار در شهر لیون در کشور فرانسه برپا می‌شود. این مسابقه برای اولین بار در سال ۱۹۸۹ میلادی انجام شد و تا سال ۲۰۰۷ میلادی، ۱۰ بار برگزار شده‌است. هر بار از هر کشور ۳ نفر در این مسابقه شرکت کرده و هر شرکت‌کننده در سه قسمت جداگانهٔ مسابقه به مدت ۱۰ ساعت با دیگر شرکت‌کنندگان به رقابت می‌پردازد. سه قسمت مسابقه عبارتند از:
- قسمت تندیس‌گری، در این قسمت شرکت‌کنندگان در زمینهٔ حجاری یخ و تزیین شیرینی‌های سرد بخصوص بستنی مسابقه می‌دهند.
- قسمت شکلات، در این قسمت شرکت‌کنندگان در زمینهٔ شیرینی‌هایی که در آنها از شکلات استفاده می‌شود به رقابت می‌پردازند و مهارت آنان در تنظیم درجه شکلات، طعم، شکل ظاهری، مزه و درجهٔ شیرینی شکلات سنجیده می‌شود.
- قسمت هنر آبنبات‌سازی و شیرینی‌های شکلاتی (entremets chocolat)، در این قسمت شرکت‌کنندگان در زمینهٔ حجاری با آبنبات و همچنین در زمینهٔ کیک کرم شکلاتی‌ای که در آن از میوه و خامه استفاده شده به رقابت می‌پردازند.

## برندگان
تا سال ۲۰۱۱ فرانسه با دریافت ۶ مدال طلا و یک نقره در صدر دیگر کشورها قرار دارد و کشور ژاپن نیز با دریافت ۲ مدال طلا ۲ مدال نقره و یک برنز در مقام بعدی قرار گرفته‌است. در سال ۲۰۱۳ مدال طلا به کشور فرانسه، نقره به ژاپن و برنز به کشور ایتالیا اهدا شد.
| رتبه | کشور                | طلا | نقره | برنز | مجموع |
| ۱    | فرانسه              | ۷   | ۱    | ۰    | ۸     |
| ۲    | ژاپن                | ۲   | ۴    | ۱    | ۷     |
| ۳    | بلژیک               | ۱   | ۳    | ۳    | ۷     |
| ۴    | ایتالیا             | ۱   | ۲    | ۳    | ۶     |
| ۵    | ایالات متحده آمریکا | ۱   | ۱    | ۳    | ۵     |
| ۶    | اسپانیا             | ۱   | ۰    | ۰    | ۱     |
| ۷    | هلند                | ۰   | ۲    | ۰    | ۲     |
| ۸    | اتریش               | ۰   | ۰    | ۱    | ۱     |
| ۹    | کانادا              | ۰   | ۰    | ۱    | ۱     |
| ۱۰   | لوکزامبورگ          | ۰   | ۰    | ۱    | ۱     |